# Sint-Andries
Sint-Andries är en ort i Belgien.   Den ligger i provinsen Västflandern och regionen Flandern, i den nordvästra delen av landet, 90 km väster om huvudstaden Bryssel. Sint-Andries ligger 13 meter över havet och antalet invånare är 19 427.
Terrängen runt Sint-Andries är mycket platt. Runt Sint-Andries är det tätbefolkat, med 257 invånare per kvadratkilometer.. Närmaste större samhälle är Brygge, 3,4 km öster om Sint-Andries. 
Runt Sint-Andries är det i huvudsak tätbebyggt.